# Anconská marka
Anconská marka (italsky Marca Anconitana nebo Anconetana) byla v letech 1100–1798 pohraniční celek Papežského státu s hlavním městem Ancona, později Fermo a nakonec Macerata. Marka se rozprostírala zhruba v oblasti dnešní italské Provincie Ancona a částečně i region Marche.

## Historie
Do roku 1100 patřilo území k Italskému království v rámci Říše římské. Kvůli nově vzniklému celku, nesoucí z počátku název marca Guarnerii a který nahradil dosavadní marku Fermo, došlo k vážnému sporu mezi říší a církví. V roce 1173 vpadla do marky císařská armáda pod vedením Kristiána z Mohuče s cílem zlomit propapežský vzdor hraběnky Boltrudy. Dle papeže Alexandra III. měla být vláda nad markou sdílená říší a církví společně (ovšem nerovnoměrně, marka sice měla náležet k říši, ale kontrolu nad ní zejména církvi).

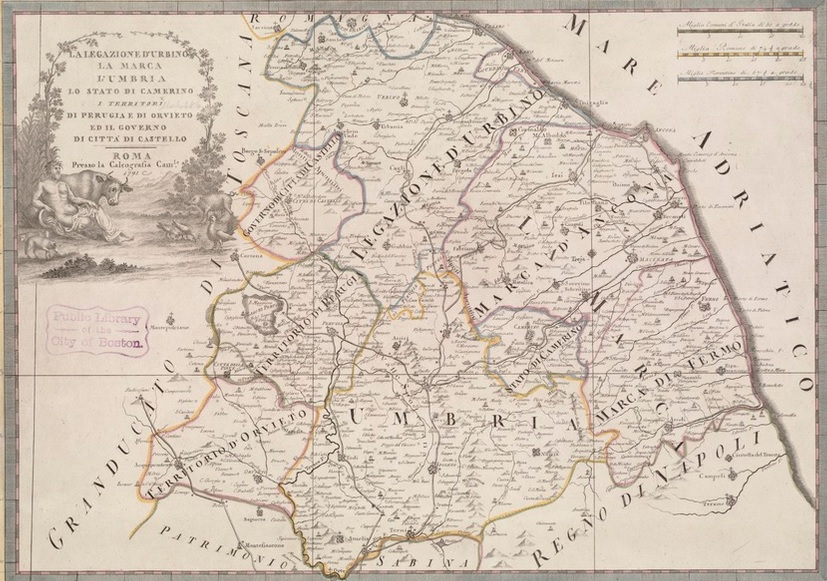
Marka v roce 1791

Nedílnou součástí Papežského státu se marka stala za pontifikátu Inocence III. v roce 1210 a po smrti Františka z Assisi se stala důležitým střediskem františkánů. Od roku 1209 zde jako markrabata vládli členové italského rodu Este, v letech 1434–1443 pak milánský vévoda Francesco I. Sforza, který Anconskou marku získal dobytím. Po jeho vládě se města přiklonila k papeži a došlo k reorganizaci markrabství na pouhou provincii Papežského státu pod tzv. „vládu prelátů“ (governo di prelati) a svatý stolec získal pravomoc jmenovat tzv. guvernéra Marches v Maceratě. V období vlády papežů dosahovala populace marky až 10 000 obyvatel a patřily k ní tři velká města Ancona, Ascoli Piceno a Fermo.
Anconská marka definitivně zanikla během napoleonských válek roku 1789, kdy vpadla do Itálie francouzská vojska. Po znovuzískání území Papežským státem (1815) byl region rozdělen na šest menších provincií.